# Nongthymmai
Nongthymmai is een census town in het district East Khasi Hills van de Indiase staat Meghalaya. 

## Demografie
Volgens de Indiase volkstelling van 2001 wonen er 34209 mensen in Nongthymmai, waarvan 50% mannelijk en 50% vrouwelijk is. De plaats heeft een alfabetiseringsgraad van 82%. 